# Џони Галеки
Џони Галеки (енгл. Johhny Galecki; рођен 30. априла 1975) је амерички глумац. Познат је по улози Ленарда у ситкому Штребери (The Big Bang Theory), такође познат по улози Дејвида Хилија у ситкому Росан.
Галеки је један од најплаћенијих глумаца на свијету, процјењује се да у серији Штребери зарађује око један милион долара по епизоди.

## Младост
Џони је рођен у Белгији, од мајке Мери Луиз и оца Ричарда Галеког који су имали пољске, италијанске и ирске крви. Био је најмлађи од троје дјеце, имао је брата Ника и сестру Алисон.
Одрастао је у Оук Парку, Илиноис. У једном интервју Галеки је открио да је имао веома јаку везу са својом мајком, али да га је она тјерала да мање прича јер је имао обичај да прича дуге приче.

## Каријера
Галеки је први пут добио улогу са само 12. година у мини серији Убиство (Murder Ordained). У 1989. години приказан је као Русти Грисволд у серији Божићни одмор националног лампуна(National Lampoon's Christmas Vacation.).
Од 1992. године постао је сталан члан глумачке поставе из серије Росан(Roseanne ) све до краја серије 1997. године. 1998. године наступа у мрачној комедији Опозиција секса(The Opposite of Sex.), са аутором филма се ујединио и 2000. године када је добио улогу у филму Баунс(Bounce). Због великог талента понуде су се само редале, убрзо добија улогу у филму Краљеви самоубистава(Suicide Kings). У серији Рушење породице(A Family Torn Apart) имао је улогу младог деликвента. У серији се говори о серијском убици и радња је писана по стварним догађајима. Такође појављује се у трилер-комедији Кладионичари (Bookies). Играо је улогу Трутија полубрата у ситкому Моји момци(My Boys). Такође глумио је полубрата главних јунака сестара Хоуп Шановски и Фејт Фејрфилд у ситкому Нада и Вјера(Hope & Faith). Најважнија улога Галеког почела је у серији Теорија Великог Праска када је добио улогу Ленард Хофтстедера, у почетку он је требало да игра лик Шелдона Купера али на његову иницијативу та улога је додјељена Џиму Парсонсу. Занимљивост је да је у серији једно вријеме улогу његове дјевојке играла Сара Гилберт, која је у то вријеме била његова жена. Галеки је у ситкому показао раскошну глуму и захваљујући томе 2014. године је зарађивао милион долара по епизоди.

## Лични живот
Док је снимана серија Теорија Великог Праска Галеки је био у тајној двогодишњој вези са глумицом из серије Кејли Квоко све док нису морали да буду заједно у серији. Кали је открила да су остали у веома добрим односима након завршетка везе. Посједује велике винограде у Санти Маргарити, Калифорнија. Али нажалост његови посједи су уништени у пожару 2017. године.
Од септембра 2018. године у вези је са Алањом Мејер.

## Филмографија

### Филмови
| Year | Film                              | Role                     | Notes         |
| ---- | --------------------------------- | ------------------------ | ------------- |
| 1987 | Тајмаут за тату                   | Matt Rowles              |               |
| 1987 | Убиство                           | Doug Rule                |               |
| 1988 | Ноћ у животу Џими Рердона         | Toby Reardon             |               |
| 1989 | Prancer                           | Billy Quinn              |               |
| 1989 | Божићни одмор националног лампуна | Russell "Rusty" Griswold |               |
| 1990 | Blind Faith                       | John Marshall            |               |
| 1990 | У одбрану одбрањеног човјека      | Eric                     |               |
| 1991 | Кретање уназад                    | Tim Seavers              |               |
| 1993 | Распад фамилије                   | Daniel Hannigan          |               |
| 1994 | Без пристанка                     | Marty                    |               |
| 1996 | Убиство на мојим вратима          | Teddy McNair             |               |
| 1997 | Мистер Бин                        | Stingo Wheelie           |               |
| 1997 | Краљеви самоубиства               | Ira Reder                |               |
| 1997 | Знам шта сте радили прошлог лета  | Max Neurick              |               |
| 1998 | Опозиција секса                   | Jason Bock               |               |
| 2000 | Играње Мона Лизе                  | Arthur                   |               |
| 2000 | Bounce                            | Seth                     |               |
| 2001 | Морганов трајект                  | Darcy                    |               |
| 2001 | Небо од ваниле                    | Peter Brown              |               |
| 2003 | Bookies                           | Jude                     |               |
| 2004 | Chrystal                          | Barry                    |               |
| 2004 | Бијел као ја                      | Marcus                   | Short film    |
| 2005 | Happy Endings                     | Miles                    | Uncredited    |
| 2007 | Ко те зна                         | David                    | Short film    |
| 2008 | Hancock                           | Jeremy                   |               |
| 2009 | Сто за троје                      | Ted                      |               |
| 2011 | У времену                         | Borel                    |               |
| 2013 | CBGB                              | Terry Ork                |               |
| 2016 | Очишћен                           | Paul                     | Also producer |
| 2017 | Кругови                           | Gabriel Brown            |               |

### Телевизија
| Year            | Title              | Role                                    | Notes |
| --------------- | ------------------ | --------------------------------------- | --- |
| 1990–1991       | American Dreamer   | Danny Nash                              | 17 episodes |
| 1991            | Blossom            | Jason                                   | Episode:"Sex, Lies and Teenagers" |
| 1992            | Billy              | David MacGregor                         | 13 episodes |
| 1992–1997, 2018 | Росан              | David Healy / Kevin Healy (1st episode) | Nominated for four and winner of one Young Artist Award |
| 1993            | Civil Wars         | Greg Stolbach                           | Episode: "Split Ends" |
| 2000            | Иза Бетмена        | Knux (voice)                            | Episode: "April Moon" |
| 2000            | Шоу правила        | Dale Stockhouse                         | Episodes: "Norm vs. Youth: Part 1" and "Norm vs. Youth: Part 2" |
| 2004            | LAX                | Leland Pressman                         | Episode: "Finnegan Again, Begin Again" |
| 2005            | My Name Is Earl    | Scott                                   | Episode: "Stole Beer from a Golfer" |
| 2005            | Вера и нада        | Jay                                     | 3 episodes |
| 2006            | Амерички тата!     | Arnie                                   | Episode: "Irregarding Steve" |
| 2006–2007       | Моји момци         | Trouty                                  | 3 episodes |
| 2007–2019       | Штребери           | Dr. Leonard Hofstadter                  | Main Role Satellite Award for Best Actor - Television Series Musical or Comedy Nominated – Primetime Emmy Award for Outstanding Lead Actor in a Comedy Series (2011) Nominated – Golden Globe Award for Best Actor - Television Series Musical or Comedy (2011) Nominated – Screen Actors Guild Award for Outstanding Performance by an Ensemble in a Comedy Series (2012–2013) |
| 2009            | Фамилијарни човјек | Leonard Hofstadter (voice)              | Episode: "Business Guy" |
| 2011            | Entourage          | Himself                                 | 3 episodes |
| 2018            | Конерови           | David Healy                             | 1 episode, Roseanne spinoff |